# Livet-et-Gavet
Livet-et-Gavet is een gemeente in het Franse departement Isère (regio Auvergne-Rhône-Alpes) in de Oisans. De plaats maakt deel uit van het arrondissement Grenoble. Livet-et-Gavet telde op 1 januari 2022 1.258 inwoners. 

## Geografie
De oppervlakte van Livet-et-Gavet bedroeg op 1 januari 2022 46,54 vierkante kilometer; de bevolkingsdichtheid was toen 27 inwoners per km².

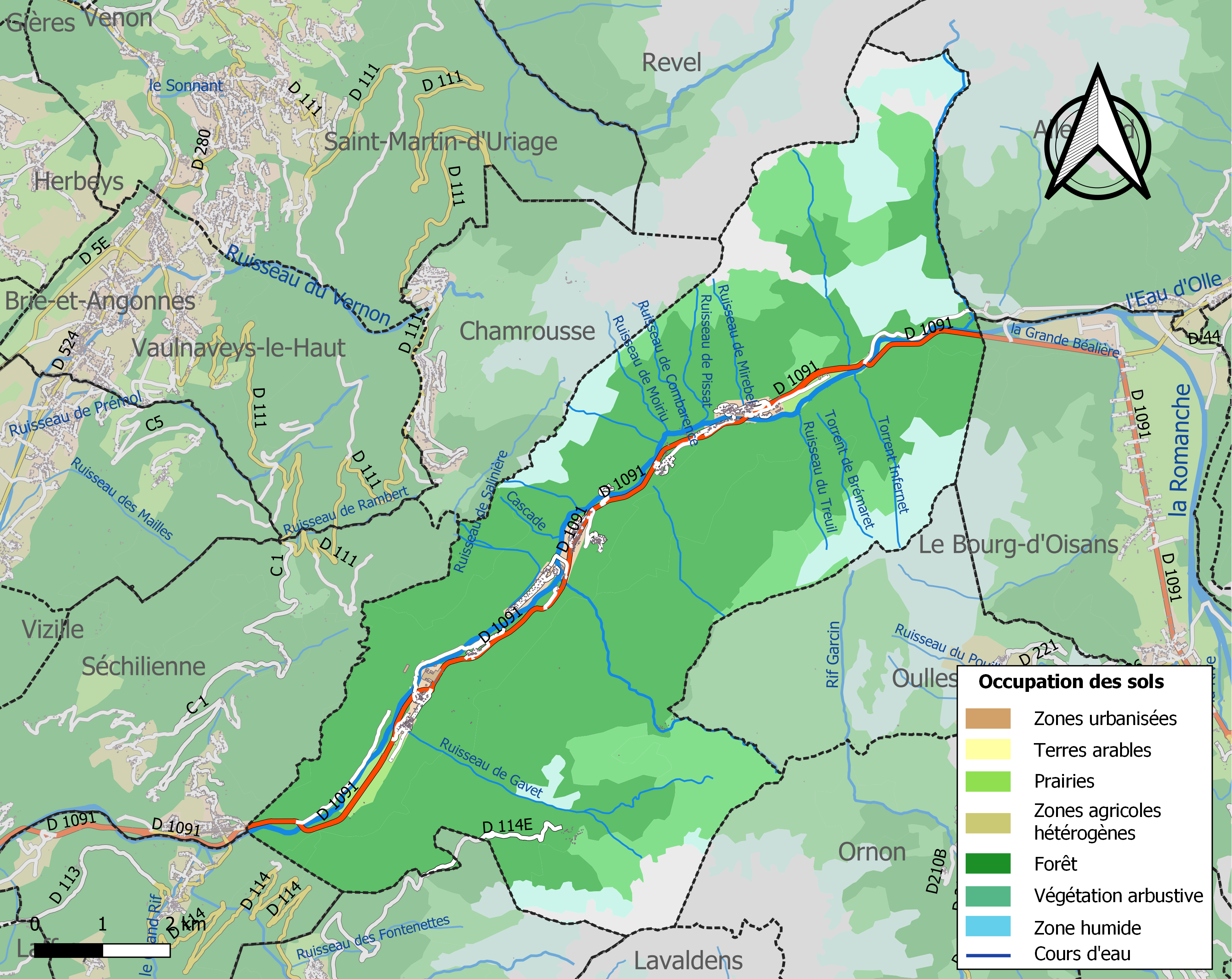
Kaart van de gemeente met de belangrijkste infrastructuur, bodemgebruik en omliggende gemeenten

## Demografie
Onderstaande figuur toont het verloop van het inwonertal (bron: INSEE-tellingen).

## Bijzondere gebouwen

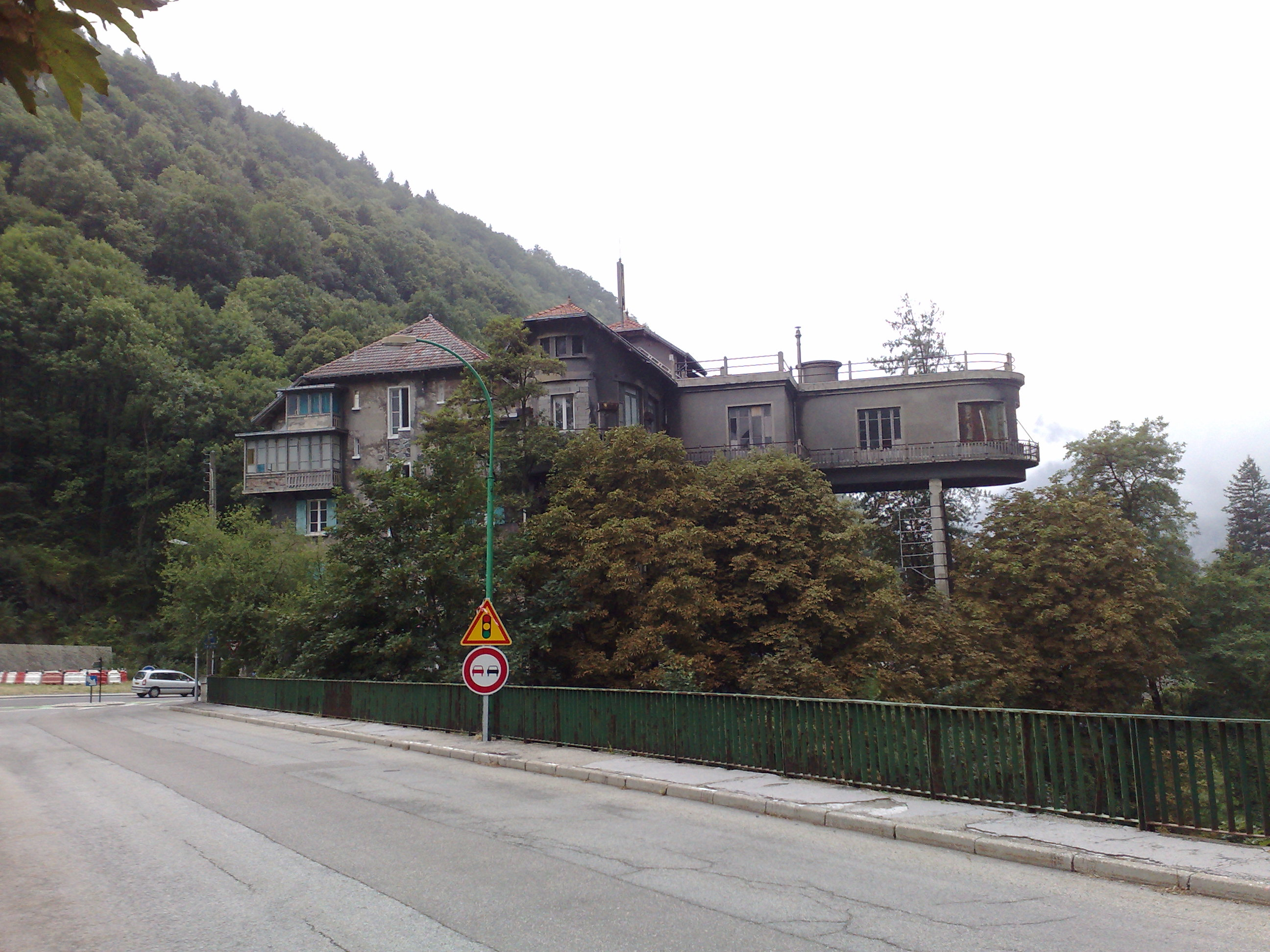
Woning van Charles Albert Keller

De industrieel Charles Albert Keller heeft in Livet-et-Gavet een stenen huis laten bouwen, met als bijzonderheid een werkkamer die op zeer hoge betonnen palen staat. Hier had hij uitzicht over al zijn fabrieken aan beide zijden van de rivier.